# Holde Corona
Holde Corona est une corona, formation géologique en forme de couronne, située sur la planète Vénus par 53,5° N et 155,8° E. Elle est localisée dans le quadrangle d'Atalanta Planitia. Elle a été nommée en référence à Holde, déesse germanique de la fertilité. 

## Géographie et géologie
Holde Corona couvre une surface circulaire d'environ 200 km de diamètre. 